# Hemihyalea quercus
Hemihyalea quercus är en fjärilsart som beskrevs av Jean Baptiste Boisduval 1869. Hemihyalea quercus ingår i släktet Hemihyalea och familjen björnspinnare. Inga underarter finns listade i Catalogue of Life.